# 拜伊吉

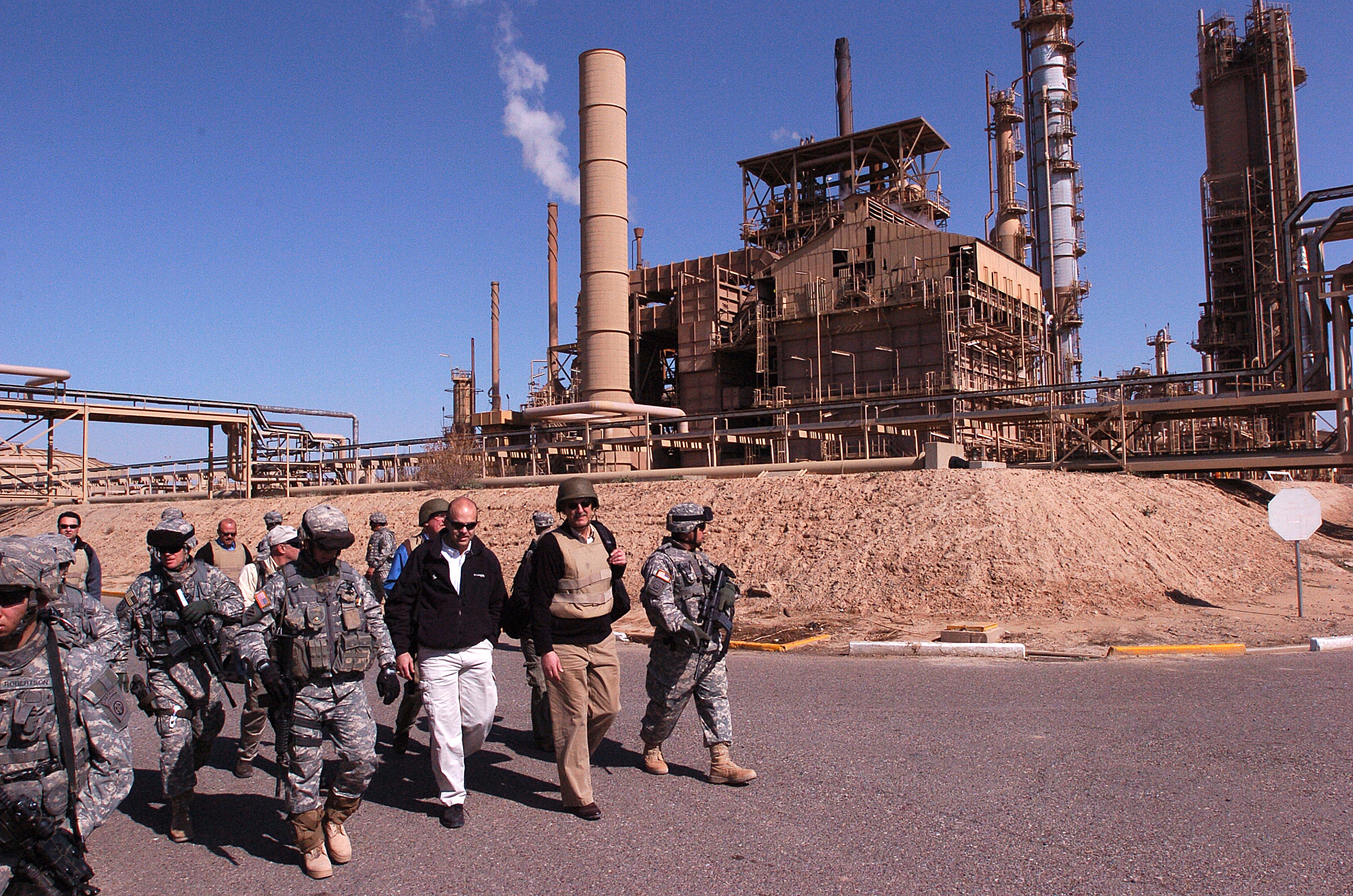

拜伊吉是伊拉克的城市，位於該國北部，由薩拉赫丁省負責管轄，距離首都巴格達約200公里，是該國最大的工業中心之一，煉油能力居伊拉克近25%，鎮上有煉油廠、化工廠和軍器廠，人口約200,000。

## 外部連結
- Iraq Image - Baiji Satellite Observation

34°55′45″N 43°29′35″E / 34.92917°N 43.49306°E